# Anomala rhodopyga
Anomala rhodopyga är en skalbaggsart som beskrevs av Ohaus 1930. Anomala rhodopyga ingår i släktet Anomala och familjen Rutelidae. Inga underarter finns listade i Catalogue of Life.